# لچلید
latitudeلچلیدlongitudeلچلید
لچلید (به انگلیسی: Lechlade) یک شهرک در بریتانیا است که در انگلستان واقع شده‌است.

## خصوصیات
لچلید ۲٬۷۵۹ نفر جمعیت دارد.